# Katarzyna Agnieszka Zabielska-Koczywąs
Katarzyna Agnieszka Zabielska-Koczywąs – polska lekarka weterynarii, doktor habilitowany nauk weterynaryjnych.

## Kariera naukowa
Absolwentka IX Liceum Ogólnokształcącego im. Klementyny Hoffmanowej w Warszawie. 
W 2009 roku uzyskała tytuł lekarza weterynarii, nadanego przez Wydział Medycyny Weterynaryjnej Szkoły Głównej Gospodarstwa Wiejskiego w Warszawie. 
18 grudnia 2013 roku ukończyła studia doktoranckie na kierunku nauki weterynaryjne na Wydziale Medycyny Weterynaryjnej Szkoły Głównej Gospodarstwa Wiejskiego w Warszawie na podstawie pracy pt. Wpływ biokompleksu nanocząstek koloidalnego złota i doksorubicyny na rozwój włókniakomięsaków poiniekcyjnych kotów. Badania in vitro oraz in ovo.
Od 2014 roku zatrudniona jest w Szkole Głównej Gospodarstwa Wiejskiego w Warszawie.
23 stycznia 2019 uzyskała stopień doktora habilitowanego nauk weterynaryjnych w dyscyplinie weterynarii na Wydziale Medycyny Weterynaryjnej Szkoły Głównej Gospodarstwa Wiejskiego w Warszawie na podstawie rozprawy pt. Wykorzystanie modeli in vivo włókniakomięsaków kotów w przedklinicznych badaniach onkologicznych, z uwzględnieniem zastosowania nanotechnologii.

## Publikacje
- 2015: Immunohistochemical detection of P-glycoprotein in various subtypes of canine lymphomas.
- 2017: Current knowledge on feline-injection site sarcoma treatment.
- 2017: 3D Chick Embryo Chorioallantoic Membrane Model as an in Vivo Model to Study Morphological and Histopathological Features of Feline Fibrosarcomas.
- 2018: Proteomic differences in feline fibrosarcomas grown using doxorubicin-sensitive and -resistant cell lines on the chick embryo model.
- 2018: Distribution of glutathione-stabilized gold nanoparticles and their role as a drug delivery system for doxorubicin in feline fibrosarcomas - preclinical studies in a murine model.
- 2021: Enhanced Cytotoxic Effect of Doxorubicin Conjugated to Glutathione-Stabilized Gold Nanoparticles in Canine Osteosarcoma – In Vitro Studies.
- 2023: Gold Nanoparticles Inhibit Extravasation of Canine Osteosarcoma Cells in the Ex Ovo Chicken Embryo Chorioallantoic Membrane Model.
- 2023: PEG-liposomal doxorubicin as a potential agent for canine metastatic osteosarcoma – in vitro and ex ovo studies.

Opracowano na podstawie źródła:.